# Председник Парламента Републике Албаније
Председник Парламента Републике Албаније (алб. Kryetar i Kuvendit) је председник Парламента чији се мандат поклапа са мандатом Парламента, а бира се гласањем по отварању седнице. Ако је председник Републике Албаније привремено одсутан или неспособан за вршење својих овлашћења, председник Парламента преузима његову функцију, што је утврђено Уставом.
Од првих вишестраначких избора одржаних након пада комунизма у Албанији, било је осам председника Парламента. Од 10. септембра 2021. године ову функцију врши Линдита Никола.